# Ægtepagt
En ægtepagt er en aftale mellem ægtefællerne i et ægteskab om den formueordning, der skal være gældende for ægteskabet. Hvis man ikke indgår en ægtepagt, er det i dansk ret således, at der er formuefællesskab i ægteskabet – alle aktiver deles ved død eller skilsmisse. Ægtefællerne kan ved ægtepagt aftale at der skal være særeje over aktiverne i ægteskabet, således at særejeaktiverne ikke skal deles.
I ægtepagten kan ægtefællerne aftale at kun en bestemt del af aktiverne i ægteskabet skal være særeje. Der kan oprettes særeje over bestemte aktiver, for eksempel en fast ejendom eller en virksomhed, der kan ligeledes oprettes særeje for et bestemt beløb, og der kan oprettes brøkdelssæreje for en bestemt brøkdel af aktiverne, jf. ægtefælleloven § 12, stk. 2, nr. 3.
De to oftest anvendte former for særeje er fuldstændigt særeje og kombinationssæreje. Ved fuldstændigt særeje holdes ægtefællernes ejendele og formuer adskilt ved både skilsmisse og død. Ved kombinationssæreje er det kun ved skilsmisse, at ægtefællernes ejendele og formuer holdes adskilt.
For at en ægtepagt skal være gyldig, kræves det i lov om ægteskabets retsvirkninger at ægtepagten skal være skriftlig, skal underskrives af begge ægtefæller og skal tinglyses.
Ny lov, implementeret 1. januar 2007, medførte at rate- og kapitalpensioner herefter som udgangspunkt ikke skal deles i en eventuel skilsmisse. Ønsker ægtefællerne forsat ligedeling, er det nødvendigt at lave en ægtepagt.